# Портрет Фёдора Васильевича Зварыкина
«Портрет Фёдора Васильевича Зварыкина» — картина Джорджа Доу и его мастерской, из Военной галереи Зимнего дворца.
Картина представляет собой погрудный портрет генерал-майора Фёдора Васильевича Зварыкина из состава Военной галереи Зимнего дворца.
Во время Отечественной войны 1812 года полковник Зварыкин был шефом Ширванского пехотного полка, при обороне Смоленска был тяжело ранен и оставил армию. Вернулся в строй в начале 1813 года и принял участие в Заграничных походах 1813 и 1814 годов, за отличие в Битве народов под Лейпцигом произведён в генерал-майоры. В кампании 1814 года во Франции был ранен в сражении под Краоном.
Изображён в генеральском мундире, введённом для пехотных генералов 18 августа 1814 года. Слева на груди звезда ордена Св. Анны 1-й степени; справа на груди кресты орденов Св. Георгия 4-го класса и Св. Владимира 4-й степени с бантом и серебряная медаль «В память Отечественной войны 1812 года» на Андреевской ленте. С тыльной стороны картины надпись: Savarikin. Подпись на раме c ошибкой в фамилии: Ѳ. В. Заварыкин, Генералъ Маiоръ.
7 августа 1820 года Комитетом Главного штаба по аттестации Зварыкин был включён в список «генералов, заслуживающих быть написанными в галерею» и 27 января 1822 года император Александр I повелел написать портрет для Военной галереи. Гонорар Доу был выплачен 10 августа 1825 года и 21 июня 1827 года. Готовый портрет поступил в Эрмитаж 8 июля 1827 года. Предыдущая сдача готовых портретов была 18 октября 1826 года, соответственно картина датируется между этими числами. Сам Зварыкин с 1821 года и до смерти, последовавшей в сентябре 1826 года в Кисловодске, служил в Астрахани и на Северном Кавказе и неизвестно, приезжал ли он в Санкт-Петербург для позирования.
В собрании Государственного исторического музея имеется портрет Ф. В. Зварыкина работы неизвестного художника (холст, масло; 70 × 54 см; инв. № И I 3803). Этот портрет явно выполнен провинциальным художником и демонстрирует крайнюю близость к работе Доу, основное отличие — Зварыкин изображён с чрезплечной анненской лентой. В музее этот портрет датируется первой четвертью XIX века (также инициал изображённого указан с ошибкой — В. В. вместо Ф. В.).
В 1840-е годы в мастерской К. Крайя с портрета была сделана литография, опубликованная в книге «Император Александр I и его сподвижники» и впоследствии неоднократно репродуцированная.